# Талица (приток Солоной)
Талица — река в России, протекает по Нагорскому району Кировской области. Устье реки находится в 3,6 км по левому берегу реки Солоная. Длина реки составляет 11 км.
Исток реки в болотах в 12 км к северо-востоку от города Нагорск. Река течёт на юго-восток по ненаселённому заболоченному лесу. Впадает в Солоную в 6 км к северо-западу от посёлка Дубровка.

## Данные водного реестра
По данным государственного водного реестра России относится к Камскому бассейновому округу, водохозяйственный участок реки — Вятка от истока до города Киров, без реки Чепца, речной подбассейн реки — Вятка. Речной бассейн реки — Кама.
Код объекта в государственном водном реестре — 10010300212111100030610.